# Sexteto de cuerda n.º 1 (Brahms)

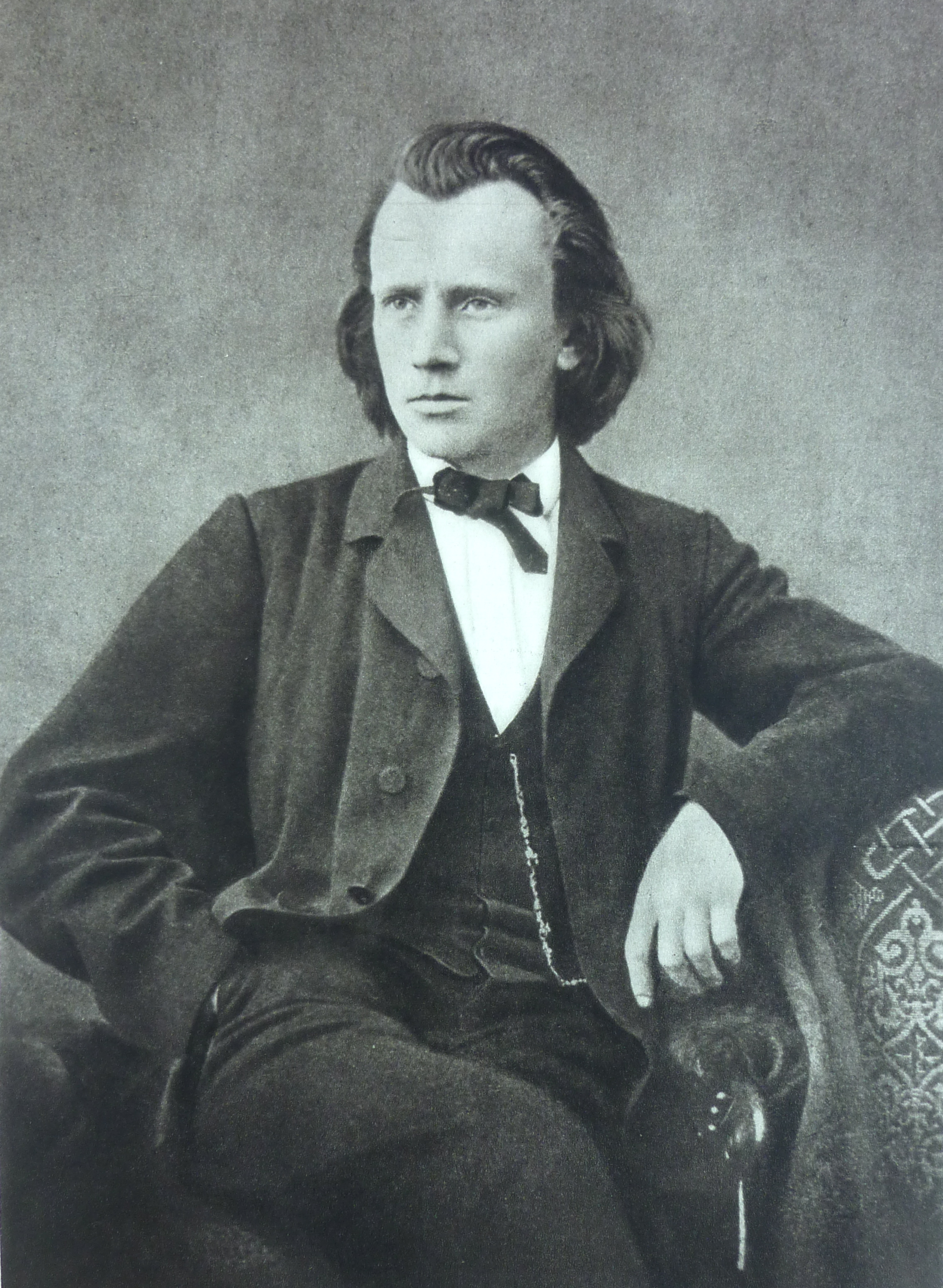
Johannes Brahms, 1866.

El Sexteto de cuerdas n.º 1 en si bemol mayor, opus 18, fue compuesto en 1860 por Johannes Brahms, mientras estaba al servicio de la corte de Detmold. Fue publicado en 1862 por la empresa de Fritz Simrock.
Este sexteto se interpreta con dos violines, dos violas, y dos violonchelos y tiene cuatro movimientos:
- I. Allegro ma non troppo, en tiempo 3 / 4
- II. Andante, ma moderato, en Re menor en forma de variación
- III. Scherzo: Allegro molto, 3 / 4 en fa mayor
- IV. Rondo: Poco Allegretto e grazioso, en 2 / 4

Los contornos de los temas principales del primer movimiento y el final son similares (las cuatro primeras notas del tema del chelo del primer movimiento son casi idénticas a las del final, y hay otras similitudes)

## Cronología del Sexteto
Hay ejemplos anteriores de sextetos de Luigi Boccherini. Sin embargo, entre los de Boccherini y los de Brahms, parecen haber sido escritos o publicados muy pocos para instrumentos de cuerda sin piano, mientras que poco después de los dos de Brahms, algunos compositores como Antonín Dvořák, Joachim Raff, Piotr Ilich Chaikovski, Max Reger, Arnold Schönberg, Erich Wolfgang Korngold, y otros menos conocidos escribieron sextetos de cuerdas.
La excepción está en uno de la década de 1780 (a más tardar en 1776) por Ignaz Pleyel, uno de Ignacy Feliks Dobrzyński, su opus 39 (de 1849) y el de Louis Spohr, opus 140 de 1850, pero no parece haber habido muchos más.